# Liste der Bahnhöfe und Haltepunkte in Münster (Westfalen)
Die Liste der Bahnhöfe und Haltepunkte in Münster (Westfalen) enthält alle Bahnhöfe und Haltepunkte, die auf dem heutigen Gebiet der Stadt Münster aktuell in Betrieb sind oder früher betrieben wurden.

## Geschichte

### Hauptbahnhof
Der älteste und mit Abstand wichtigste Bahnhof in Münster ist der Hauptbahnhof, der einen der wichtigsten Knotenpunkte im westfälischen Eisenbahnnetz darstellt.

### Weitere Bahnhöfe und Haltepunkte
Neben dem Hauptbahnhof gab es bis Ende des Zweiten Weltkriegs noch den Bahnhof Münster Ost, an dem die Bahnstrecke von Neubeckum endete. Dieser lag am Anfang des Albersloher Weges, Ecke Hafenstraße, und wurde im Krieg zerstört und anschließend durch ein Verbindungsstrecke zum Hauptbahnhof ersetzt; heute befindet sich am einstigen Standort ein Parkplatz, unter selben Namen existiert aber weiter ein Güterbahnhof, an dessen Stelle im Falle einer Wiederaufnahme des Personenverkehrs ein Halt mit Namen Halle Münsterland geplant ist. Ansonsten gab es noch die Haltepunkte Kinderhaus, Geist (nicht zu verwechseln mit dem noch existieren Betriebsbahnhof) und Preußenstadion, die bereits seit langem aufgegeben sind. Die Bahnhöfe Kanal und Geist (Bf.) dienten immer schon nur rein betrieblichen Aufgaben und nicht dem Personenverkehr. Dies galt auch für den Bahnhof Nevinghof, der aber seit 1995 unter dem Namen Münster-Zentrum Nord auch dem Personenverkehr dient.
Mit den umfangreichen Eingemeindungen von 1975 kamen dann eine Vielzahl weiterer Bahnhöfe und Haltepunkte zur Stadt Münster, bei denen es sich aber um typische Dorfbahnhöfe handelt. Diejenigen Betriebsstellen, die noch Personenzughalten dienten, bekamen im Jahr 2004 den Namensvorsatz 'Münster-', den auch später reaktivierte Stationen erhielten. Im Zuge der beabsichtigten Reaktivierung der WLE-Strecke ist ein zusätzlicher Bahnhof Münster-Loddenheide geplant.

### Güterverkehr
Eigentlichen Schienengüterverkehr in Form von Bedienung mit beladenen Güterwagen gibt es in Münster nicht mehr. Der Bahnhofsteil Güterbahnhof des Hauptbahnhofes ist ebenso wie der Ostbahnhof der Westfälischen Landeseisenbahn nur mehr für die Bedienung von Gleisanschlüssen zugelassen. Nach Verlegung des Werkes Gremmendorf der Westfalen AG an einen eisenbahnlosen neuen Standort am Dortmund-Ems-Kanal ist der letzte tatsächlich allerdings nur mit Leerwagen bediente Gleisanschluss in Münster derjenige der privaten Wagenwerkstatt Fahrzeugbau Kiffe.

## Liste aller Bahnhöfe und Haltepunkte
Eine Übersicht über die ehemaligen und aktuellen Bahnhöfe und Haltepunkte im heutigen Stadtgebiet gibt die untenstehende Tabelle. Bei den an der Station haltenden Linien sind nur die angegeben, die regelmäßig halten, zu Stoßzeiten und an Tagesrandlagen halten teilweise noch einzelne Züge anderer Linien.
| Name                             | Foto | Art                                          | Bahnstrecke | an Kilo- meter                  | Personen- verkehr eröffnet am | Personen- verkehr eingestellt am       | Personen- verkehr wieder aufgenommen am | Linien          |
| -------------------------------- | ---- | -------------------------------------------- | --- | ------------------------------- | ----------------------------- | -------------------------------------- | --------------------------------------- | --------------- |
| Münster (Westfalen) Hauptbahnhof |      | Bahnhof                                      | - Wanne-Eickel–Hamburg - Münster–Rheda-Wiedenbrück - Münster–Enschede - Münster–Coesfeld - Münster–Rheine - Münster–Hamm - Münster–Preußen - Münster–Lippstadt | 67,6 0,0 0,6 110.4 170,3 45,2 ? | 1. Oktober 1890               | -                                      | -                                       |                 |
| Münster-Albachten                |      | Haltepunkt                                   | Münster–Wanne-Eickel | 57,7                            |                               |                                        |                                         | RE 2RE 42       |
| Münster-Amelsbüren               |      | Personenbahnhof                              | Münster–Dortmund | 36,2                            |                               |                                        |                                         | RB 50           |
| Angelmodde                       |      | ehemaliger Haltepunkt                        | Münster–Neubeckum | 29,7                            |                               | 27. September 1975                     | beabsichtigt, etwa 2027                 |                 |
| Geist                            |      | ehemaliger Haltepunkt                        | Münster–Coesfeld | 107,5                           | 1924                          | 25. September 1966                     | nicht vorgesehen                        |                 |
| Gremmendorf                      |      | ehemaliger Personenbahnhof                   | Münster–Neubeckum | 31,5                            |                               | 27. September 1975                     | beabsichtigt, etwa 2027                 |                 |
| Münster-Häger (ehem. Nienberge)  |      | Haltepunkt, ehemaliger Personenbahnhof       | Münster–Enschede | 10,3                            |                               |                                        |                                         | RB 64           |
| Halle Münsterland                |      | Haltepunkt                                   | Münster–Neubeckum | 35,2                            | -                             | -                                      | beabsichtigt, etwa 2027                 |                 |
| Handorf                          |      | ehemaliger Haltepunkt, zuvor Personenbahnhof | Münster–Bielefeld | 5,8                             |                               | 29. Mai 1990                           | nicht vorgesehen                        |                 |
| Münster-Hiltrup                  |      | Personenbahnhof                              | Münster–Hamm | 163,8                           |                               |                                        |                                         | RE 7 RB 69RB 89 |
| Kinderhaus                       |      | ehemaliger Haltepunkt                        | Münster–Enschede | 6,2                             |                               | 29. Mai 1987                           | nicht vorgesehen                        |                 |
| Loddenheide                      |      | Bahnhof                                      | Münster–Neubeckum | 32,7                            | -                             | -                                      | beabsichtigt, etwa 2027                 |                 |
| Münster-Mecklenbeck              |      | Personenbahnhof                              | - Münster–Wanne-Eickel - Münster–Coesfeld, - Mecklenbeck–Sudmühle                                                                                              | 61,0 103,8 0,0                  | 1886                          | 23. Mai 1982 (COE), 2. Juni 1991 (WAN) | 9. Dezember 2018                        | RB 63           |
| Münster Ost Pbf                  |      | ehemaliger Personenbahnhof                   | Münster–Neubeckum | 35,5                            |                               | 1949                                   | Durch Verbindung zum Hbf ersetzt        |                 |
| Münster Zentrum Nord             |      | Personenbahnhof, ehemaliger Betriebsbahnhof  | - Münster–Rheine - Münster–Enschede | 173,1 3,4                       | 28. Mai 1995                  | aus Bbf. Nevinghoff hervor- gegangen   |                                         | RB 63RB 64RB 65 |
| Münster-Roxel                    |      | Haltepunkt, ehemaliger Personenbahnhof       | Münster–Coesfeld | 99,8                            | 1908                          | 23. Mai 1982                           | 11. Dezember 2014                       | RB 63           |
| Münster-Sprakel                  |      | Haltepunkt, ehemaliger Personenbahnhof       | Münster–Rheine | 179,6                           |                               |                                        |                                         | RB 65           |
| Sudmühle                         |      | Betriebsbahnhof, ehemaliger Personenbahnhof  | - Münster–Hamburg - Mecklenbeck–Sudmühle | 72,2 12,3                       |                               | 1979                                   | nicht vorgesehen                        |                 |
| St. Mauritz                      |      | ehemaliger Haltepunkt                        | Münster–Bielefeld | 3,6                             |                               | 1954                                   | nicht vorgesehen                        |                 |
| Wolbeck                          |      | Betriebsbahnhof, ehemaliger Personenbahnhof  | Münster–Neubeckum | 27,2                            |                               | 27. September 1975                     | beabsichtigt, etwa 2027                 |                 |
| Ems                              |      | Betriebsbahnhof                              | Münster–Hamburg | 76,2                            | -                             | zu keiner Zeit Personen- verkehr       |                                         |                 |
| Geist                            |      | Betriebsbahnhof                              | Münster–Wanne-Eickel | 64,7                            | -                             | zu keiner Zeit Personen- verkehr       |                                         |                 |
| Kanal                            |      | Betriebsbahnhof                              | Mecklenbeck–Sudmühle | 66,7                            | -                             | zu keiner Zeit Personen- verkehr       |                                         |                 |